# Юрьевка (Одесская область)
Юрьевка (укр. Юр'ївка) — село, относится к Тарутинскому району Одесской области Украины.
Население по переписи 2001 года составляло 483 человека. Почтовый индекс — 68533. Телефонный код — 4847. Занимает площадь 0,94 км². Код КОАТУУ — 5124789001.

## Местный совет
68533, Одесская обл., Тарутинский р-н, с. Богдановка, ул. Школьная, 30а